# Grup Sella

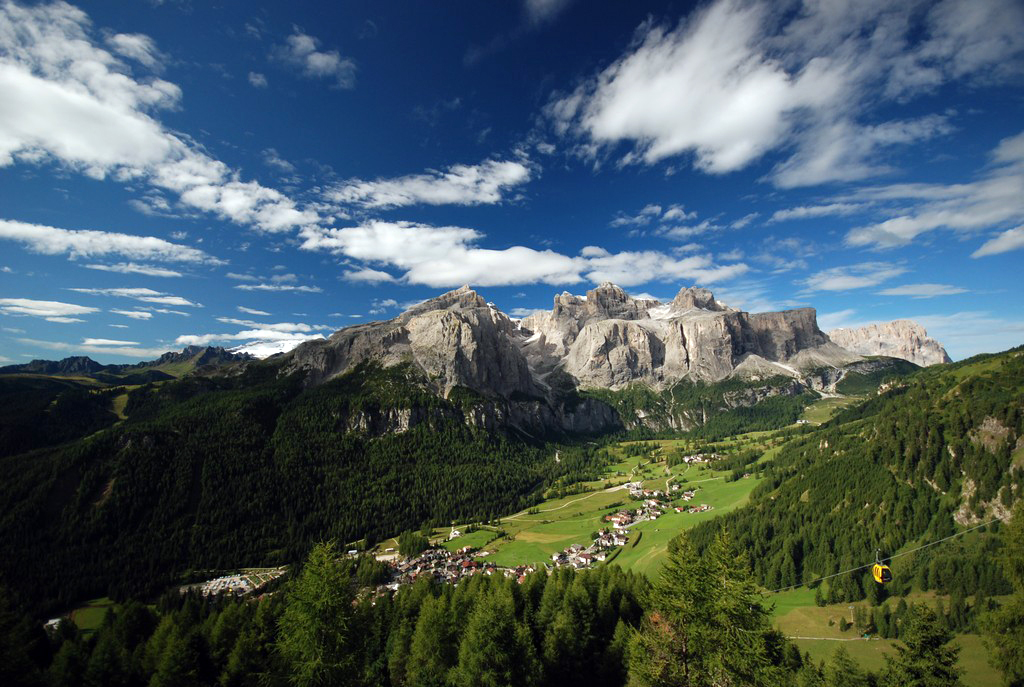
Corvara en Badia i el grup Sella.

El grup Sella (en alemany, Sellagruppe; ladí: Mëisules o L Sela) és un massís en forma d'altiplà a les muntanyes Dolomites del nord d'Itàlia. El Sella es troba al nord de la Marmolada i a l'est del Langkofel. El pic més alt és el Piz Boè (3.151 m).
El Sella es troba entre les quatre valls ladines de Badia, Gherdëina, Fascia i Livinallongo del Col di Lana i està dividit entre les províncies del Tirol del Sud, Trentino i Belluno. Es pot viatjar en automòbil creuant el port de Campolongo, el Pas Pordoi, el port de Sella i el port de Gardena. A l'hivern és possible esquiar per tot el massís utilitzant els remuntadors de Sella Ronda. També cada hivern es duu a terme la carrera d'esquí Sellaronda Skimarathon, que recorre tot el Sella i cobreix 42 km de senders de muntanya. Els mateixos senders es poden recórrer amb bicicleta de muntanya durant l'estiu.
Altres pics en el massís són el Cim Pisciadù (2.985 m), el Boèseekofel (2.910 m), els quatre Sellatürme (2.696 m), Sass Pordoi (2.952 m), al cim de la qual es pot arribar en funicular des del Pas Pordoi, i el Brunecker Turm (2.495 m). Durant l'hivern, el cim és el punt de partida de molts recorreguts d'esquí alpí, els més famosos dels quals són el descens a través del Val Mesdì i el descens des del Pordoischarte.

## Galeria

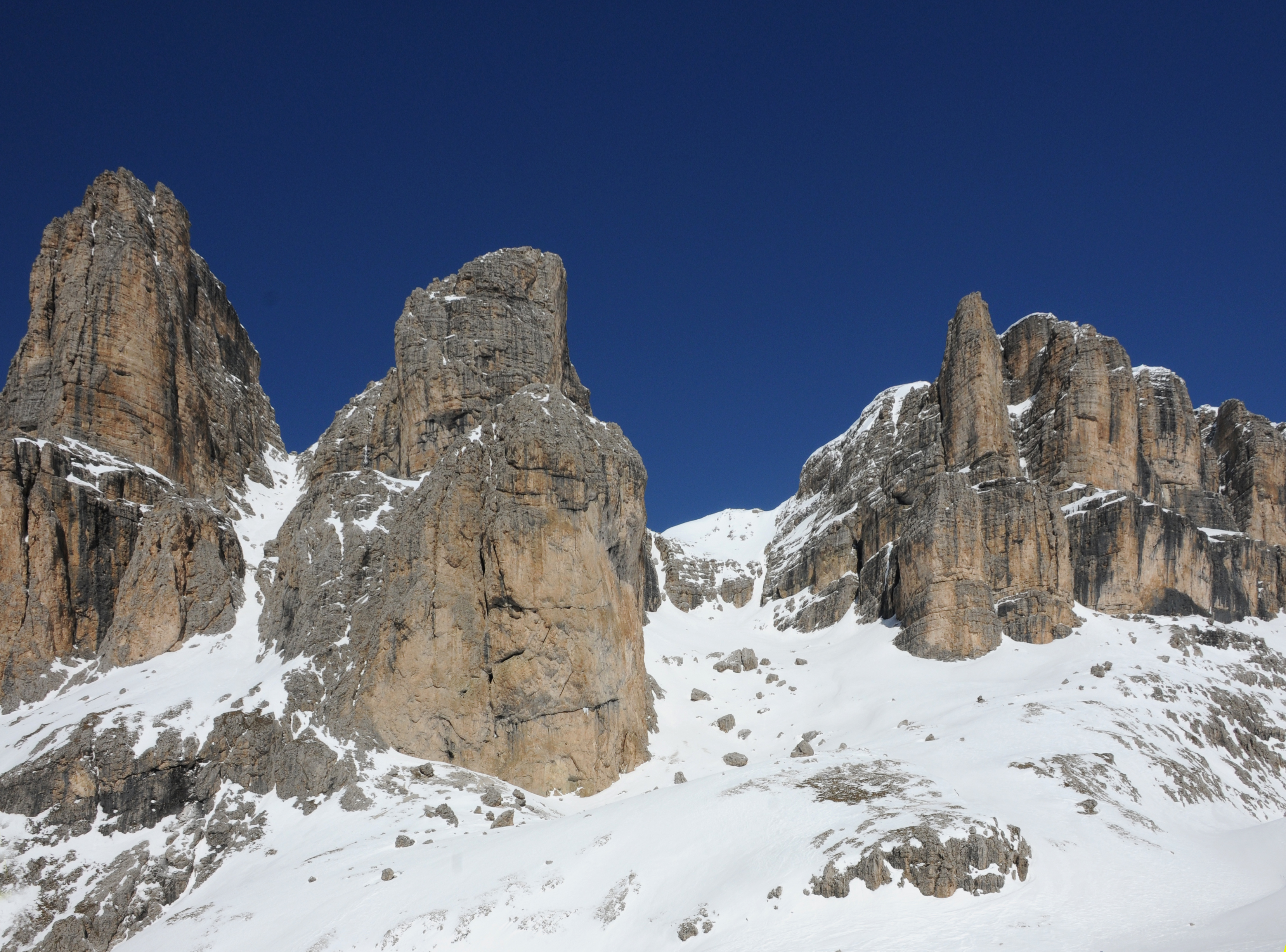
Grup Sella a la Vall de Lasties.
El grup Sella vist des del port de Sella.
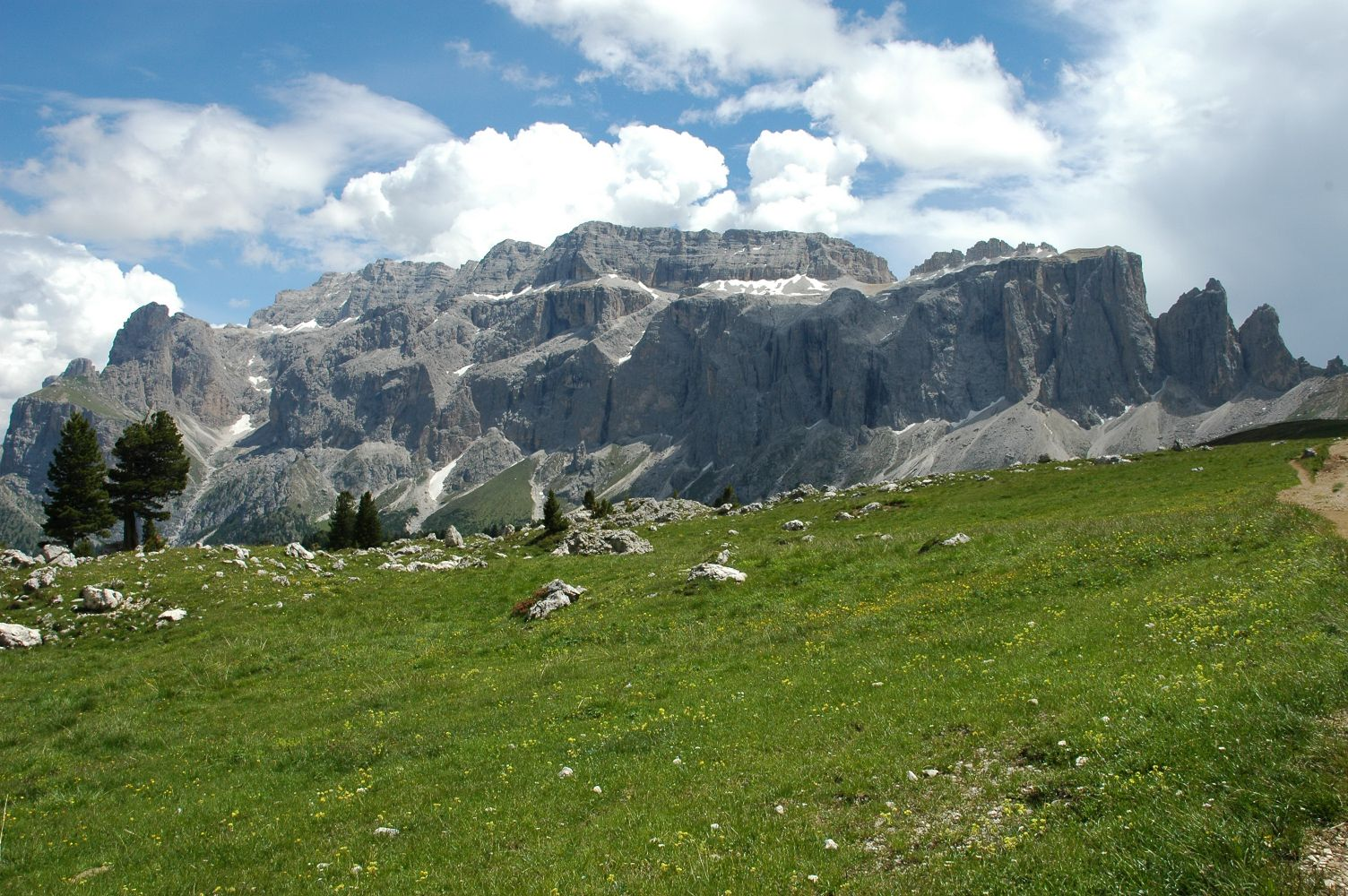
El grup Sella vist des de Val Gardena.
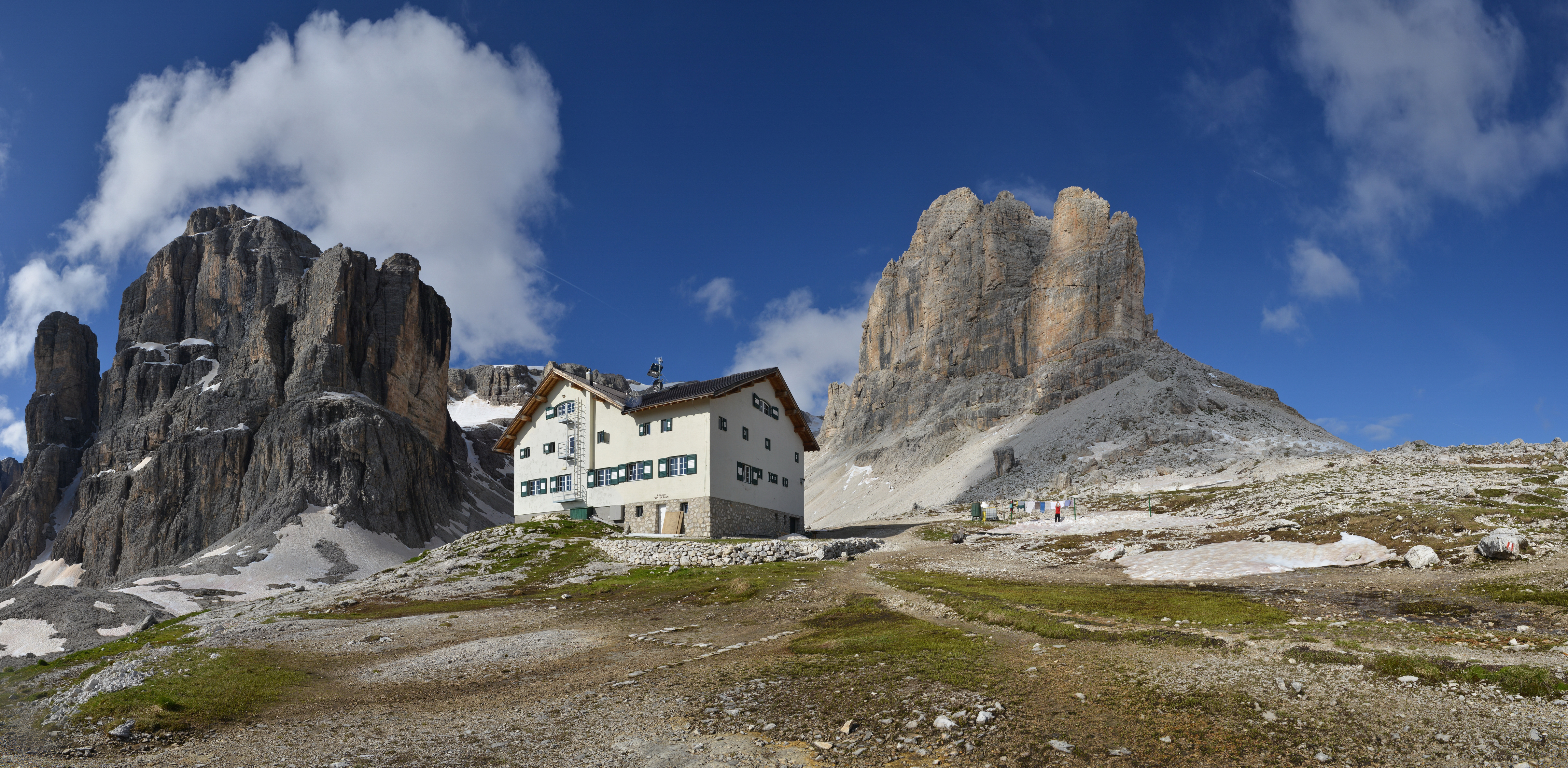
Pisciadùhütte (2.587 m).

## Marató dels Dolomites
Cada any es realitza la carrera ciclista Marató de les Dolomites d'un sol dia i que envolta el grup Sella.